# Tugsay Jamyang Rinpoché
Tugsay Jamyang Rinpoché (tibétain : ཐུགས་སྲས་འཇམ་དབྱངས་རིན་པོ་ཆེ, Wylie : thugs sras 'jam dbyangs rin po che ; 1892-1946) est un tulkou tibétain et le 11e ou 12e shamarpa (selon la numérotation), l'un des chefs spirituels influents de l'école karma kagyu du bouddhisme tibétain.
Malgré l'interdiction de la reconnaissance officielle de sa lignée par le gouvernement tibétain, Tugsay Jamyang Rinpoché a été reconnu secrètement comme 12e shamarpa. Il est l'un des fils de Khakyab Dorje , le 15ekarmapa. Il est figuré sur un thangka sous le nom de Jamyang Dorje